# Референдум в Литве (май 1992)
Референдум о восстановлении в Литве президентства был проведён 23 мая 1992 года. Избиратели предстояло одобрить восстановление института президентства. Хотя почти три четверти принявших участие в голосовании проголосовали «За», невысокая явка привела к тому что за восстановление института президентства высказалось менее половины зарегистрированных избирателей. Поскольку это было ниже 50%-ного порога, то предложение не было принято.

## Результаты
| Выбор                               | Голоса    | %     |
| ----------------------------------- | --------- | ----- |
| За                                  | 1 057 033 | 69,27 |
| Против                              | 390 254   | 25,57 |
| Недействительных голосов            | 78 698    | –     |
| Всего                               | 1 525 985 | 100   |
| Зарегистрированных избирателей/Явка | 2 578 711 | 59,18 |
| Источник: Nohlen & Stöver           |           |       |